# Urban Dictionary
Urban Dictionary — онлайновий словник слів та фраз англомовного сленгу. Станом на травень 2014 року, сайт містив понад 7 млн визначень. Матеріали редагуються волонтерами та оцінюються відвідувачами сайту.

## Історія
Сайт був створений в 1999 році Аароном Пекхемом (Aaron Peckham), коли він був студентом Каліфорнійського політехнічного університету.

## Зміст
Визначення в Urban Dictionary витлумачують сленг, неологізми, субкультурні вислови, фрази та явища, відсутні в стандартних словниках. Для більшості слів є кілька визначень з відповідними прикладами.
В Urban Dictionary дозволені расистські, гомофобські, дискримінаційні за статевою ознакою вислови, якщо їх визначення лише документують використання такої образи і самі не є образливими. Сайт рекомендує редакторам та волонтерам уникати публікування визначення заради жарту, особистих уподобань, невідомих людей, дурниць, реклами, або опису сексуального насильства. 

## Контроль якості
Контроль якості відбувається в два етапи:
По-перше, зареєстровані користувачі голосують, за ухвалення або відхилення новостворених визначень. Визначення з'являються в словнику після отримання достатньої різниці голосів між "за" та "проти". 
Для будь-якого терміну можливі сотні записів, що веде до різночитань і часто суперечливим "історіям". 
Окремі записи не можуть бути змінені зареєстрованими користувачами в масовому порядку, щоб уникнути маніпуляцій користувачів або алгоритмів з декількома обліковими записами. 
По-друге, за визначення які вже потрапили до словника може проголосувати "за" чи "проти" будь-який відвідувач сайту. Визначення з'являються в порядку убування голосів. 

## Книги
У жовтні 2005 року обрані визначення з Urban dictionary були опубліковані у вигляді книги. Друга книга була опублікована в 2007 році.
- Peckham, Aaron (2005). Urban dictionary: fularious street slang defined. Kansas City, Missouri: Andrews McMeel Publishing, L.L.C.. pp. 320. ISBN 0-7407-5143-3. Retrieved January 25, 2010.[5][6]
- Peckham, Aaron (2007). Mo' Urban Dictionary: Ridonkulous Street Slang Defined. Kansas City, Missouri: Andrews McMeel Publishing, L.L.C.. pp. 240. ISBN 0-7407-6875-1. Retrieved January 25, 2010.

## Аналоги в Україні
Онлайн-словник українського сленгу «Мислово» функціонує за тим же принципом, що й Urban Dictionary: кожен користувач має можливість додати своє слово та визначення до нього, а також приклад вживання. Після схвалення редактором слово з’являється на сайті.